# Euler-turbinaegyenlet
Az Euler-turbinaegyenlet vízturbinák, gőzturbinák, gázturbinák és örvényszivattyúk, ventilátorok, kompresszorok számításának alapegyenlete, melyet Leonhard Euler vezetett le először. Az összefüggés az áramlástani (tehát nem térfogatkiszorítási) elven működő erőgépek és munkagépek működésének magyarázatául is szolgál.
Az a.) ábrán egy szivattyú járókerekének vázlata látható. Fel van tüntetve a szállított közeg abszolút (az álló szemlélőhöz képesti) sebessége a járókerékbe való belépésnél (c1) és kilépésnél (c2). A c2 abszolút sebességvektor két komponensre, a járókerék u2 kerületi sebességére és a közegnek a járókerékhez viszonyított w2 relatív sebességére bontható:
{\displaystyle \mathbf {c} _{2}=\mathbf {u} _{2}+\mathbf {w} _{2}{\frac {}{}}}
A futólapátok/turbinalapátok megszerkesztésének egyik alapelve az ütközésmentes áramlás, ezért az áramvonal ill. a relatív sebesség a lapát minden pontjában a lapátra érintőleges (a relatív sebesség az áramvonal érintőjének irányába esik). A kerületi sebesség a járókerék ω szögsebességének és az r2 sugárnak a szorzata, és a sugárra merőleges. 
A járókerékben másodpercenként átáramló közeg tömegének és a belépési sebességnek a szorzata egy, a járókerékre ható érintőirányú erőt eredményez. Ez a járókereket el akarja forgatni az erőnek és a sugárnak a szorzatából számítható nyomatékkal. Hasonló nyomaték számítható a kilépésnél is. A járókerékre ható nyomaték ennek a kettőnek a különbsége lesz. Nyomatékot a sebességnek csak a sugárra merőleges komponense okoz:
{\displaystyle c_{2u}=c_{2}\cos \alpha _{2}{\frac {}{}}}
És a nyomaték folyadék esetén (amikor is a ρ sűrűség állandó):
{\displaystyle M=\rho Q(c_{2u}r_{2}-c_{1u}r_{1}){\frac {}{}}}
ahol Q a másodpercenként átáramló folyadék térfogata, a kerületi sebesség pedig
{\displaystyle u=\omega r{\frac {}{}}}
A szivattyúzáshoz szükséges elméleti teljesítmény a nyomaték és a szögsebesség szorzata:
{\displaystyle P=M\omega =\omega \rho Q(c_{2u}r_{2}-c_{1u}r_{1})=\rho Q(c_{2u}u_{2}-c_{1u}u_{1}){\frac {}{}}}
Másrészt a teljesítmény a folyadék nyomáskülönbségének és a térfogatáramnak a szorzata:
{\displaystyle P=Q\Delta _{p{\ddot {o}}}=\rho Q(c_{2u}u_{2}-c_{1u}u_{1}){\frac {}{}}}
Ebből a szivattyú által előállított össznyomás-növekedés:
{\displaystyle \Delta _{p{\ddot {o}}}=\rho (c_{2u}u_{2}-c_{1u}u_{1}){\frac {}{}}}
Ugyanezek az összefüggések felírhatók a b.) ábrán látható vízturbinára is:
{\displaystyle P=\rho Q(c_{1u}u_{1}-c_{2u}u_{2}){\frac {}{}}}
Gőzturbina esetén a gőz összenyomható közeg lévén sűrűsége változik:
{\displaystyle P=Q(\rho _{1}c_{1u}u_{1}-\rho _{2}c_{2u}u_{2}){\frac {}{}}}

## Külső hivatkozások
- Dr. Szabó Szilárd: Erő- és munkagépek I. Előadásvázlat